# Акімова Ельвіра Шевкіївна
Акі́мова Ельві́ра Шевкі́ївна (крим. Elvira Akimova, нар. 24 березня 1970, Андижан, СРСР) — український кримськотатарський політик та педагог, голова Єди Кую (Ленінського) регіонального меджлісу (2012–2013).

## Життєпис
Ельвіра Акімов народилася в узбецькому місті Андижан. У 1995 році закінчила факультет слов'янської філології Херсонського державного педагогічного інституту, після чого займалася педагогічною діяльністю. У 2004 року отримала другу вищу освіту на факультеті кримськотатарської філології Кримського республіканського інституту післядипломної освіти. Станом на 2012 рік працювала в Калинівському навчально-виховному комплексі заступником директора з навчально-виховної роботи.
18 березня 2012 року Акімову було обрано головою Єди Кую (Ленінського) регіонального меджлісу кримськотатарського народу. За результатами таємного рейтингового голосування вона випередила інших кандидатів — Надіра Аджаріпова та Шевкі Нафєєва. 12 листопада 2013 року Ельвіра Акімов за власним бажанням склала повноваження через стан здоров'я та сімейні обставини. Виконуючим обов'язки Голови Єди Кую регіонального меджлісу призначили Ленура Аблязімова.